# Watersnoodmonument Nieuwe-Tonge
Het watersnoodmonument (1961), ook De Drenkeling, is een gedenkteken in het Nederlandse dorp Nieuwe-Tonge, in de provincie Zuid-Holland.

## Achtergrond
In de nacht van 31 januari op 1 februari 1953 vond een watersnoodramp plaats, waarbij 1836 Nederlanders om het leven kwamen en de meeste huizen in Nieuwe-Tonge werden vernield. Vanuit de lokale afdeling van het Nederlandse Rode Kruis werd later dat jaar het initiatief genomen om een monument op te richten voor de slachtoffers. De Dordtse beeldhouwer Hans Petri kreeg van het oprichtingscomité, onder voorzitterschap van burgemeester Christiaan van Hofwegen, de opdracht een ontwerp te maken. Begin 1955 werd tijdens een herdenkingsplechtigheid in het dorpshuis zijn ontwerp getoond, van een man en vrouw die op het dak van hun vernielde woning zitten. Het zou worden geplaatst aan de Battenoordsedijk.
Vanwege de geplande plaatsing in de vrije ruimte bij de dijk, wilde men het ontwerp van Petri op een groter formaat uitvoeren. Inzamelingen voor het monument brachten echter te weinig geld op, waarna Petri in 1960 een nieuw ontwerp maakte. Hij kwam met een gestileerde drenkeling die worstelt in de golven. Dit monument werd wel uitgevoerd en in brons gegoten bij Binder. Het opschrift op een steen vóór het beeld verwijst naar de Psalmtekst die voor 1 februari 1953 stond aangekondigd in de Hervormde kerk van Nieuwe-Tonge.
Het watersnoodmonument werd geplaatst op het Finlandplein, waar het op 26 mei 1961 werd onthuld door de Zuid-Hollandse commissaris der koningin Jan Klaasesz, in aanwezigheid van onder anderen waarnemend burgemeester Cornelis Nieuwenhuizen en oud-burgemeester Van Hofwegen.

## Beschrijving
Het monument bestaat uit een liggende, bronzen mansfiguur te midden van golven en is geplaatst op een betonnen sokkel.
Voor de sokkel is een liggende steen geplaatst met het opschrift:

MONUMENT RAMPSLACHTOFFERS
NIEUWE TONGE 1 FEBRUARI 1953
DOCH DE HEERE IN DE HOOGTE IS
GEWELDIGER DAN HET BRUISEN
VAN GROTE WATEREN. PS. 93 VRS. 4